# Stanley Rous
Sir Stanley Ford Rous (Mutford, 25. travnja 1895. – 18. srpnja 1986.) je bio engleski nogometni sudac, administrator i predsjednik FIFA-e od 1961. do 1974. godine.

## Životopis

### Rane godine
Rođen je selu Mutfordu u Suffolku, Engleska dana 25. travnja 1895. godine. U početku sportski učitelj u srednjoj školi Watford Boys, Rous je igrao amaterski nogomet kao vratar, a kasnije je postao FIFA-in sudac, sudio je u preko 36 međunarodnih utakmica. Bio je dugogodišnji prijatelj jednog od osnivača FIFA-e, dr. Ive Schrickera (1877. – 1962.).

### Sudačka karijera
Sudačku karijeru je započeo u utakmicama lige The Football League 1927. godine, većinom utakmice Druge divizije i utakmice Treće divizije: sjever i Treće divizije: jug.
Prva međunarodna utakmica koju je Rous sudio je ona između Belgije i Nizozemske na Bosuilstadionu, Antwerpen, dana 13. ožujka 1927. godine. Domaćin je tu prijateljsku utakmicu dobio rezultatom 2:0.
Odabran je za suđenje finala FA kupa 1934. na Wembleyu, 28. travnja, gdje je Manchester City porazio Portsmouth rezultatom 2:1. Sljedeći dan, nakon puta u Belgiju na suđenje međunarodne utakmice, Stanley Rous je otišao u mirovinu.

### Predsjednik FIFA-e
Nakon toga, otišao je u "vode" nogometne administracije. Služio je kao tajnik engleskog nogometnog saveza od 1934. do 1962., i predsjednik FIFA-e od 1961. do 1974. godine. Tijekom njegovog predsjedanja FIFA-om, Rous je posvjedočio o pobjedi Engleske na svjetskom prvenstvu 1966. Rous je postao neomiljen s politikom u FIFA-i, koja je imala velik eurocentričan pristup, kao kad nije učinio ništa da smanji rastuću zabrinutost u FIFA-i zbog debitiranja afričkog nogometa u Svjetskom prvenstvu. CAF-ovi službenici, pogotovo Ydnekatchew Tessema i tadašnji predsjednik, sve više su izjavljivali o svojoj ljutnji, a to je vodilo do kraja europske dominacije međunarodnim nogometom. Tanzanac Rhamadan Ali, sportski novinar i bivši nogometaš, ponovio je mišljenja i osjećaje afričke konfederacije o predsjedniku FIFA-e: "CAF-u je dosta FIFA-e sa Sir Stanleyjem Rousom, i želimo novog čovjeka za predsjednika FIFA-e, povoljnijeg za interese afričkog nogometa" (Ali 1984:10). Teškoća za Afriku je bila ta, da sam CAF ne može utjecati na odlazak predsjednika Rousa. Nastanak i utjecaj FIFA-inog jedinog ne-europskog predsjednika se podrazumjevala u taj složeni sastav okolnosti. Do svog umirovljenja kao predsjednika, 11. lipnja 1974., Stanley Rous je nominiran za počasnog predsjednika FIFA-e.

### Smrt
Sir Stanley Rous je preminuo u Guildford u Surreyu, Engleska. Preminuo je 1986. godine, u 91. godini života.

## Doprinos
Rousov doprinos u nogometu je bio velik, napisavši ponovo pravila nogometa 1938. godine, tako da ih je pojednostavio i olakšao za razumjeti. On je također prvi nogometni sudac koji je koristio dijagonalni sustav suđenja. Prema belgijskom sudcu Johnu Langenusu, koji je sudio finale nogometnog SP-a 1930., Rous je vidio da sudci iz njegove zemlje prave sličan pokušaj suđenja. 
Kratkotrajni Rous kup je nazvan po njemu, kao i Rous Stand na stadionu Vicarage Road (Watford FC). Postao je i doživotni predsjednikom QPR-a.